# سید حمید مولانا
سید حمید مولانا (زاده ۶ اسفند ۱۳۱۵ در تبریز) استاد علوم اجتماعی است. او یکی از چهره های ماندگار ایران است. فعالیت علمی و آثار او در رشته هایی چون اقتصاد، علوم سیاسی، جامعه‌شناسی، ارتباطات، فلسفه و تاریخ را در بر می گیرد. او استاد روابط بین‌الملل در دانشکده خدمات بین‌المللی دانشگاه آمریکن در واشینگتن و مؤسس اولین و قدیمی ترین برنامه رشته علمی ارتباطات بین‌الملل می باشد. وی اکنون ۶۵ سال است که در آمریکا و در دانشگاه های مختلف دنیا به تدریس و پژوهش مشغول می باشد.

## زندگی
او در ۶ اسفند ۱۳۱۵ شمسی در یک خانواده علمی و روحانی در تبریز، آذربایجان متولد شد. پدر بزرگ او مرحوم ایت الله العظمی حاج سید محمد مولانا ( ۱۲۹۴ تا ۱۳۶۳ قمری ) از مراجع تراز اول بودند و در نجف اشرف تحصیل نموده و در آغاز نهضت و انقلاب مشروطیت به ایران مراجعت کردند. ایشان هم دوره مرحوم آیت الله العظمی عبدالکریم حائری یزدی ، موسس حوزه علمیه قم بودند. شاگردانی که در محضر ایت الله العظمی مولانا تربیت یافتند بعد ها شهرت علمی یافتند و ارکان حوزه های قم، نجف و تبریز را بنیاد نهادنند، مانند علامه شیخ عبدالحسین امینی( صاحب، الغدیر ) آیت الله العظمی سید شهاب‌الدین مرعشی نجفی، آیت الله حاج سید محمد مرتضی ایروانی، آیت الله سید حسن قاضی و دیگران. آیت الله العظمی حاج سید محمد مولانا بعلت مخالفت با سیاستهای ضد دینی رضا شاه پهلوی مدتی به کردستان تبعید شده بود. حمید مولانا با بیست واسطه تمام به امام هفتم شیعیان، حضرت موسی بن جعفر علیه السلام می رسد و سید معین الدین الدین قاسم انوار، شاعر و عارف قرن نهم هجری ( عهد تیموریان ) از اجداد او می باشد. همچنین، پیر معارف ایران، مرحوم حاج میرزا حسن رشدیه نیز با خاندان مولانا نسبت داشته و دایی اجدادی حمید مولانا می باشد. مرحوم رشدیه بنیان گذار مدارس جدید در ایران و یکی از رهبران اولیه انقلاب مشروطه بود (۱).

## تحصیلات
مولانا، تحصیلات ابتدایی را در مدرسه "سعدی" تبریز شروع کرد و در دبستاهای "رضوی"  و "جعفری" تهران که هر دو از مدارس جامعه تعلیمات اسلامی بودند، تکمیل نمود و دوره متوسط را در دبیرستان مروی تهران در سال ۱۳۳۴ شمسی به پایان رساند. او فعالیت نویسندگی خود را در دوران دبیرستان همزمان با ملی شدن صنعت نفت و کودتای ۲۸ مرداد ۱۳۳۲ آغاز نموده و یکی از سر دبیران روزنامه "دانش آموزان" آن زمان تهران بود. او در سال ۱۳۳۴ شمسی، هنگامیکه  دانشجوی اقتصاد دانشکده حقوق دانشگاه تهران بود از سوی مؤسسه کیهان دعوت به کار شد و در سن ۱۹ سالگی به عنوان معاون سر دبیر نشریه جدید التاسیس کیهان فرهنگی آغاز به کار نمود. عمر کیهان فرهنگی چندان نپایید و او یکسال بعد به کیهان (روزنامه) منتقل شده و در سمت دبیر اقتصادی به کار خود ادامه داد. او در طول تحصیلات ابتدایی، متوسط و دانشگاهی خود اغلب رتبه اول بود و جوایز متعددی را دریافت کرد (۲). مولانا در سال ۱۲۳۷ شمسی ( ۱۹۵۸ میلادی ) با دریافت یک بورس و دعوت مطالعاتی از ایالات متحده آمریکا به آن کشور عزیمت کرد و در دانشگاه نورث وسترن ( شیکاگو ) دوره کارشناسی در اقتصاد را تکمیل نموده و در سال ۱۳۳۹ شمسی ( ۱۹۶۰ میلادی ) درجه کارشناسی ارشد ( فوق لیسانس ) را در رشته روزنامه‌نگاری از دانشکده معروف روزنامه‌نگاری مدیل آن دانشگاه اخذ کرده و در سال ۱۳۴۲ شمسی ( ۱۹۶۳  میلادی ) به دریافت درجه دکترای PH.D در رشته های علوم سیاسی و روابط بین‌الملل و ارتباطات از همان دانشگاه نایل آمد. او در ۲۶ سالگی اولین دکترای رشته ارتباطات در ایران و نخستین دانشجوی خارجی در آمریکا بود که دوره دکترای این رشته را در دانشگاههای آن کشور تمام کرده بود (۳). سالیکه مولانا درجه دکترای خود را از آمریکا دریافت کرد سال پر تلاطمی در سطح بین‌المللی و ملی بود. قیام خونین ۱۵ خرداد ۱۳۴۲ در ایران، ورود آمریکا به صحنه جنگ ویتنام، تشدید جنگ سرد بین آمریکا و شوروی، احداث "دیوار برلین"، قتل و ترور جان اف کندی، رئیس‌جمهور آمریکا، آغاز نهضت سیاه پوستان آمریکا علیه تبعیضات نژادی در آن کشور و مسابقات تسلیحات هسته ای بین دو ابرقدرت زمان. در این شرایط و جو سیاسی جهان بود که مولانا پس از اخذ دکترای خود بلافاصله از طرف موسسات علمی و فرهنگی آلمان، انگلستان و فرانسه جهت شرکت در سمینار و کنفرانس فرهنگی، علمی و اقتصادی و ارائه مقالات و سخنرانی در دانشگاههای دانشگاه کمبریج، دانشگاه آکسفورد، دانشگاه گوته فرانکفورت، دانشگاه آزاد برلین و دانشگاه پاریس به آن کشور ها دعوت شد (۴). او در آذر ماه ۱۳۴۲ شمسی پس از چند ماه تحقیق و سخنرانی در دانشگاههای اروپا به ایران بازگشت و در سن ۲۶ سالگی در مؤسسه کیهان به عنوان سر دبیر روزنامه کیهان مشغول به کار شد. ولی به علت جو فشار و خفقان حکومت آن دوره چند ماه بعد از سمت خود استعفا داد و در اردیبهشت سال ۱۳۴۳ جهت تدریس و تحقیق در دانشگاه های آمریکا به آن کشور مراجعت نمود و این آغاز استادی و تدریس او در ایالات متحده و سایر کشور های دنیا بود که به مدت بیش از شصت سال تا به امروز ادامه پیدا کرده است (۵).

## تدریس
مولانا به مدت سه سال از ۱۳۴۴ الی ۱۳۴۷ شمسی (۱۹۶۵ الی ۱۹۶۸ میلادی) به عنوان استاد رشته ارتباطات و علوم اقتصادی در دانشگاه تنسی به تدریس و تحقیق پرداخت و اولین درس ارتباطات بین‌المللی و روشهای تحقیقی را در آن دانشکاه تنظیم کرد و با همکاری دانشکده های علوم سیاسی و بازرگانی، رشته روابط بین‌الملل را در آن دانشکاه توسعه داد و مبارزات سیاه پوستان آمریکا را از نزدیک در جنوب آمریکا مشاهده و مطالعه نمود. در تابستان ۱۳۴۶ شمسی ( ۱۹۶۶ میلادی ) دانشگاه شیکاگو از او دعوت نمود تا به عنوان استاد مهمان در بخش جامعه‌شناسی آن دانشگاه در تدیس دروس "ارتباطات و افکار عمومی" شرکت کند. مولانا دعوت دانشگاه شیکاگو را پذیرفته و با استادان سرشناس این رشته همکاری نمود. دانشگاه شیکاگو که یکی از موسسات رتبه اول علمی امریکاست سوابق طولانی در باستان‌شناسی ایران دارد (۶).
او در پاییز ۱۳۴۷ شمسی ( ۱۹۶۸  میلادی ) به دعوت دانشکده خدمات بین‌الملل دانشگاه امریکن در واشینگتن به عنوان استاد روابط بین‌الملل و رئیس بخش مطلالعات ارتباطات بین‌المللی و میان فرهنگی به آن مؤسسه انتقال پیدا کرد. او مؤسس و بنیان‌گذار اولین برنامه آموزشی و پژوهشی رشته ارتباطات بین‌الملل و میان فرهنگی در آن دانشگاه و آمریکا گردید و بمدت ۳۷ سال ( ۱۹۶۸ الی ۲۰۰۵ میلادی مطابق با ۱۳۴۷ الی ۱۳۸۴ شمسی ) ریاست آن را عهده‌دار بود، در سال ۲۰۰۷ میلادی مطابق با ۱۳۸۶ شمسی دانشگاه امریکن مراسم نکوداشت علمی مولانا را به مناسبت چهار دهه تدریس و خدمت در آن دانشگاه بر پا کرد و در مراسم ویژه آن سال از وی تجلیل شده و عنوان و لوح  استاد ممتاز بازنشسته (امریتوس) به وی اعطا شد. قابل توجه است که دانشگاه امریکن و دانشکده خدمات بین‌الملل آن دانشگاه طبق نظر سنجی ها در رتبه‌بندی علمی در حوزه روابط بین‌الملل همیشه در بین دانشگاه اول آمریکا قرار داشته است و بخش مطالعات ارتباطات بین‌المللی آن اولین و قدیمی ترین برنامه آموزشی و پژوهشی حرفه ای در نوع خود در آمریکا است (۷).
مولانا از ۱۳۷۳ تا ۱۳۷۷ شمسی ( ۱۹۴۴ الی ۱۹۹۷ ) بمدت چهار سال ریاست انجمن بین‌المللی پژوهش در علوم ارتباطات و رسانه ها را عهده‌دار بود. این انجمن که بیش از دو هزار عضو دانشگاهی دارد بزرگ‌ترین و معروف ترین سازمان علمی بین‌المللی در این رشته است که در سال ۱۹۵۵ با همکاری یونسکو در پاریس تأسیس گردید. این سازمان در کنگره جهانی خود که در سال ۲۰۰۰ میلادی در سنگاپور تشکیل گردید، مولانا را به عنوان رئیس افتخاری دایمی انتخاب نمود (۸).

## جوایز و نکوداشت ها
در بزرگداشتی که برای او در سال ۲۰۰۲ میلادی ( فروردین ۱۳۸۱ شمسی ) انجمن مطالعات بین‌الملل که بیش از ده هزار عضو دارد در کنفرانس سالیانه خود که در شهر نیواورلئان ایالت لوئیزیانا آمریکا تشکیل داده بود، او را بعنوان " دانشمند برجسته و ارشد انجمن " انتخاب کرده و از وی تجلیل نمودند. (۹).
جوایز علمی متعددی نصیب ایشان شده است، از جمله جایزه استاد برجسته از طرف دانشگاه امریکن، لوح افتخاری تحقیق سال از طرف « انجمن ارتباطات بین‌المللی آمریکا، جایزه بهترین کتاب سال در رشته ارتباطات از طرف کتابداران حرفه ای کتابخانه های آمریکا و لوح رتبه اول مقالات عرضه شده به زبان فارسی در کنگره بین‌المللی امام علی (ع) در ایران. در مهرماه ۱۳۸۲ شمسی مولانا در همایش چهره های ماندگار در تهران به عنوان یکی از چهره های ماندگار ایران برگزیده و اعلام شد. مولانا در سال ۱۳۸۶ شمسی برای مدت کوتاهی به ایران بازگشت و مورد استقبال فرهنگیان کشور قرار گرفته و دانشگاه های ایران از وی تجلیل نموده و نکوداشت هایی برای ایشان در تهران و شهرستان ها برگزار گردید. همچنین دکتر محمود احمدی‌نژاد رئیس‌جمهور وقت به پاس خدمات علمی مولانا او را به عنوان مشاور افتخاری ریاست جمهوری اعلام نمود. وی در این مدت فعالیت فرهنگی و علمی خود را تحت عنوان بنیاد فرهنگی مولانا در تهران انجام داد. 
او در بسیاری از دانشگاههای اروپا، آسیا، آفریقا، آمریکای لاتین و اقیانوسیه به عنوان استاد مهمان تدریس و تحقیق نموده است، از جمله در دانشگاه امپریال کالج لندن، دانشگاه بارسلونا در اسپانیا، دانشگاه تمپرر و دانشگاه هلسینکی در فنلاند، دانشگاه کیئو و دانشگاه توکیو در ژاپن، دانشگاه الازهر و دانشگاه قاهره در مصر، دانشگاه مک‌گیل و دانشگاه کبک در مونترآل در کانادا، دانشگاه پکن در چین، دانشگاه ملی سئول در کره جنوبی، دانشگاه بوئنوس آیرس ( کاتولیک) در آرژانتین، دانشگاه لاگوس در نیجریه و غیره. او از آغاز تأسیس دانشگاه امام صادق (ع)؛ در ایران با آن مؤسسه همکاری نموده و در احداث و برنامه‌ریزی و تدریس دورههای کارشناسی ارشد و دکتری دانشکده فرهنگ و ارتباطات و معارف اسلامی آن دانشگاه سهم اساسی داشته است و در بسیاری از دانشگاههای ایرن و موسسات حوزه علمیه قم از جمله مدرسه فیضیه و مؤسسه آموزشی و پژوهشی امام خمینی (ره) دعوت شده و به سخنرانی و تدریس مشغول بوده است. (۱۰). او همچنین در بسیاری از آکادمی ها و انجمن های علوم انسانی و اجتماعی عصویت داشته است، مانند انجمن علوم سیاسی آمریکا، انجمن علوم اقتصادی آمریکا، انجمن روان‌شناسی سیاسی آمریکا، انجمن ارتباطات بین‌الملل آمریکا، انجمن آموزش و پرورش روزنامه‌نگاری و رسانه های جمعی و انجمن مطالعات بین‌المللی آمریکا و انجمن بین‌المللی جامعه‌شناسی.

## پژوهش و تحقیق
در کتب تاریخی و درسی ایران تا سال ۱۳۴۲ شمسی ( ۱۹۶۳ میلادی ) روزنامه وقایع اتفاقیه منتشره در زمان ناصرالدین شاه و نخست‌وزیری امیر کبیر بعنوان اولین روزنامه ایران معرفی میشد که در سال ۱۸۵۱ میلادی منتشر شده بود. تحقیقات مولانا تاریخ روزنامه‌نگاری و اولین روزنامه منتشره فارسی در ایران را ۱۴ سال عوض کرد. او در سال ۱۳۴۲ در تحقیقات خود در کتابخانه موزه بریتانیا در میان اوراق قدیمی و کهنه اسناد آن مؤسسه دو نسخه از اولین روزنامه ایران بنام کاغذ اخبار را که در زمان محمد شاه قاجار در سال ۱۸۳۷ میلادی توسط میرزا صالح شیرازی چاپ و منتشر میشد کشف نمود و عکس نسخه این روزنامه را برای اولین بار با خود در آن سال به ایران آورد. میرزا صالح شیرازی یکی از اولین دانشجویانی بود که در زمان فتعلی شاه قاجار توسط عباس میرزا فرزند او برای تحصیل صنعت چاپ به انگلستان فرستاده شده بود. آثار فیزیکی از این روزنامه در ایران باقی نمانده بود ولی میرزا صالح شیرازی نسخه هایی از آنرا گویا به انگلستان فرستاده بود. (۱۱). مولانا در هیئت تحریر چندین فصلنامه و انتشارات علمی بین‌المللی عضویت داشته است و برخی از کتب و مقالات متعدد او به زبانهای فرانسه، اسپانیایی، لهستانی، ترکی، ژاپنی، چینی، مالایی، اردو و عربی و زبانهای دیگر ترجمه شده است. او به همراه یکی از دانشجویان سابق خود، مؤسس و بنیان‌گذار فصلنامه علمی رشته ارتباطات بین‌الملل هستند که اولین شماره آن در سال ۱۸۹۴ میلادی منتشر شد. مولانا به مدت بیش از دو دهه یکی از سر دبیران « فصلنامه ارتباطات » ارگان انجمن ارتباطات بین‌المللی آمریکا بوده است. اولین فصلنامه علمی منتشره در رشته ارتباطات در آلمان که در سال ۱۹۷۴ در دانشگاه کلن انتشار یافت اولین مقاله خود را به آثار مولانا اختصاص داده بود. در چند سال اخیر او و گروهی از استادان کشور های چین، آلمان، اطریش و آمریکا فصلنامه جدیدی را در مورد ارتباطات بین‌الملل پژوهش میان فرهنگی در دانشگاه مطالعات بین‌المللی چین در شانگهای تأسیس و منتشر کردند (۱۲). مولانا در دهه های ۱۹۷۰ و ۱۹۸۰ میلادی ( دهه های ۱۳۶۰ و ۱۳۷۰ شمسی ) در بحث هایی که درباره نظام جدید اطلاعات و ارتباطات جهانی (گزارش شان مک‌براید) و نظام جدید اقتصاد بین‌المللی در سازمانهای جهانی از جمله سازمان ملل متحد صورت گرفت، شرکت کرد و مدتی نیز به عنوان مشاور علمی و تحقیقی دبیرکل سازمان یونسکو در قسمت فرهنگ و ارتباطات آن سازمان بین‌المللی در پاریس مشغول بکار بود. او تنها استاد دانشگاههای آمریکا بود که بدعوت کمیته روابط خارجی سنای ایالات متحده آمریکا و کمیته‌های کنگره ایالات متحده آمریکا درباره نظام جهانی اطلاعات و ارتباطات اظهار نظر نموده و شهادت داده است. (۱۳). در چند دهه گذشته مقالات و آثار متعددی از وی در مطبوعات و رسانه های کشور های مختلف و در سطح بین‌المللی منتشر شده است. در ایران مقالات ستون « چشم‌انداز » مولانا از روزنامه کیهان که به‌طور هفتگی و مرتب یک دوره کامل بیست ساله از ( سال ۱۳۷۱ الی ۱۳۹۱ شمسی ) را تشکیل میدهد طولانی ترین و منظم ترین سلسه مقالات یک فرد در تاریخ مطبوعات ایران می باشد. در مطبوعات آمریکا و رسانه های بین‌المللی مقالات او از سال ۱۹۵۸ میلادی منتشر شده است. در آستانه انقلاب اسلامی، مقالات او در روزنامه میامی هرالد آمریکا خوانندگان فراوانی داشت (۱۴).

## نظریه‌ها
حمید مولانا، فردی که سال‌ها ستون‌نویس روزنامه کیهان بود.
حمید مولانا پیش از انقلاب با بورس تحصیلی خاص از وزارت خارجه آمریکا به این کشور رفت و تا پایان تحصیلات در مقطع دکترا از این بورس برخوردار ماند. وی پس از انقلاب به عنوان یادداشت نویس به همکاری با روزنامه کیهان پرداخت و در سال ۸۷ به عنوان مشاور افتخاری محمود احمدی نژاد فعالیت نمود. 